# 1,4-Diclorobenzeno
1,4-Diclorobenzeno (para-diclorobenzeno, p-DCB, PDB) é um composto orgânico com a fórmula C6H4Cl2. Este sólido incolor tem um odor similar ao da cânfora. Ele consiste em dois átomos de cloro substituídos nos lados opostos de um anel de benzeno.  p-DCB é usado como pesticida e desodorante sanitário, em substituição à tradicional naftalina. p-DCB também é usado como um precursor na produção do polimero poli(sulfeto de p-fenileno).

## Produção
p-DCB é produzido pela cloração do benzeno usando cloreto férrico como catalisador:
C6H6  +  2 Cl2  →  C6H4Cl2  +  2 HCl
A impureza principal é o isômero 1,2. O composto pode ser purificado por cristalização fracionada, tendo como vantagem seu ponto de degelo relativamente alto de 54.5 °C; os isomeros diclorobenzenos e clorobenzeno derretem bem abaixo da temperatura ambiente.

## Usos

### Desinfetante, desodorante, e pesticida
p-DCB é usado para combater mofo e bolor. Também é usado como desinfetante em contentores de resíduos e banheiros, e é o cheiro característico associado com os mictórios. A sua utilidade nestes decorre da baixa solubilidade em água do p-DCB e sua relativa alta volatilidade: sublima-se facilmente perto da temperatura ambiente.

### Precursor para outros compostos
Os cloretos dop-DCB podem sofrer uma substituídos com o oxigênio, aminas, grupos de sulfetos. Em uma aplicação crescente, p-DCB é o precursor do polímero de alto desempenho poli(sulfeto de p-fenileno):
C6H4Cl2  +  Na2S  →  1/n [C6H4S]n  +  2 NaCl

## Os efeitos ambientais
p-DCB é pouco solúvel em água e não é facilmente quebrado por organismos do solo. Tal como muitos outros hidrocarbonetos, p-DCB é lipofílico e se acumula nos tecidos adiposos.

## Os efeitos na saúde
O Departamento de Saúde e Serviços Humanos dos EUA DHHS e pela Agência Internacional para Pesquisa sobre Câncer IARC determinou que pode-se presumir que p-DCB é uma substância cancerígena. Embora não haja estudos amplos em humanos, estudos em animais apontam seu carater cancerígeno (dado com níveis muito elevados de água a animais, esses desenvolveram tumor no fígado e rim). O United States Environmental Protection Agency (EPA) fixou um nível máximo do contaminante de 75 microgramas de p-DCB por litro de água (75 mcg / L). A Administração de Segurança e Saúde Ocupacional dos EUA (OSHA) fixou um nível máximo de 75 partes de p-DCB por milhão de partes de ar no local de trabalho (75 ppm) para um período de 8 horas dia, 40 horas semanais. p-DCB é também um pesticida.
Existe pouca informação disponível sobre a forma de como as crianças reagem a exposição aop-DCB, no entanto, o consumo dep-DCB pode causar vômitos em adultos.